# Frans kampioenschap wielrennen voor elite

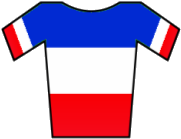
De Franse kampioenentrui

Het Frans kampioenschap wielrennen op de weg is in de vier onderdelen wegwedstrijd en individuele tijdrit bij zowel de mannen als de vrouwen een jaarlijkse georganiseerde wielerwedstrijd waarin om de nationale titel van Frankrijk wordt gestreden. Het kampioenschap op de weg voor mannen werd voor het eerst in 1907 gehouden en werd gewonnen door Gustave Garrigou.

## Mannen

### Wegwedstrijd

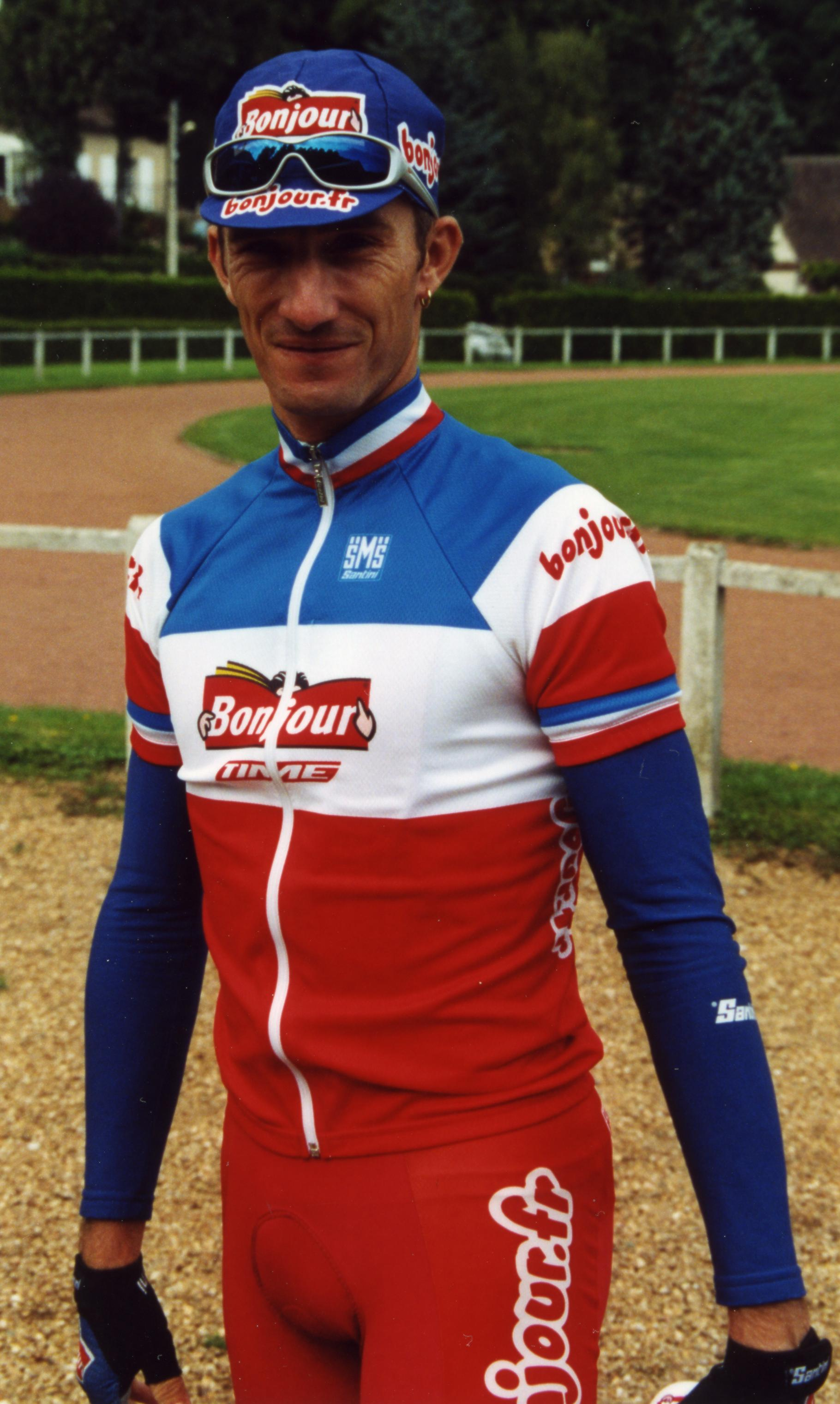
Didier Rous won in 2001 en 2003

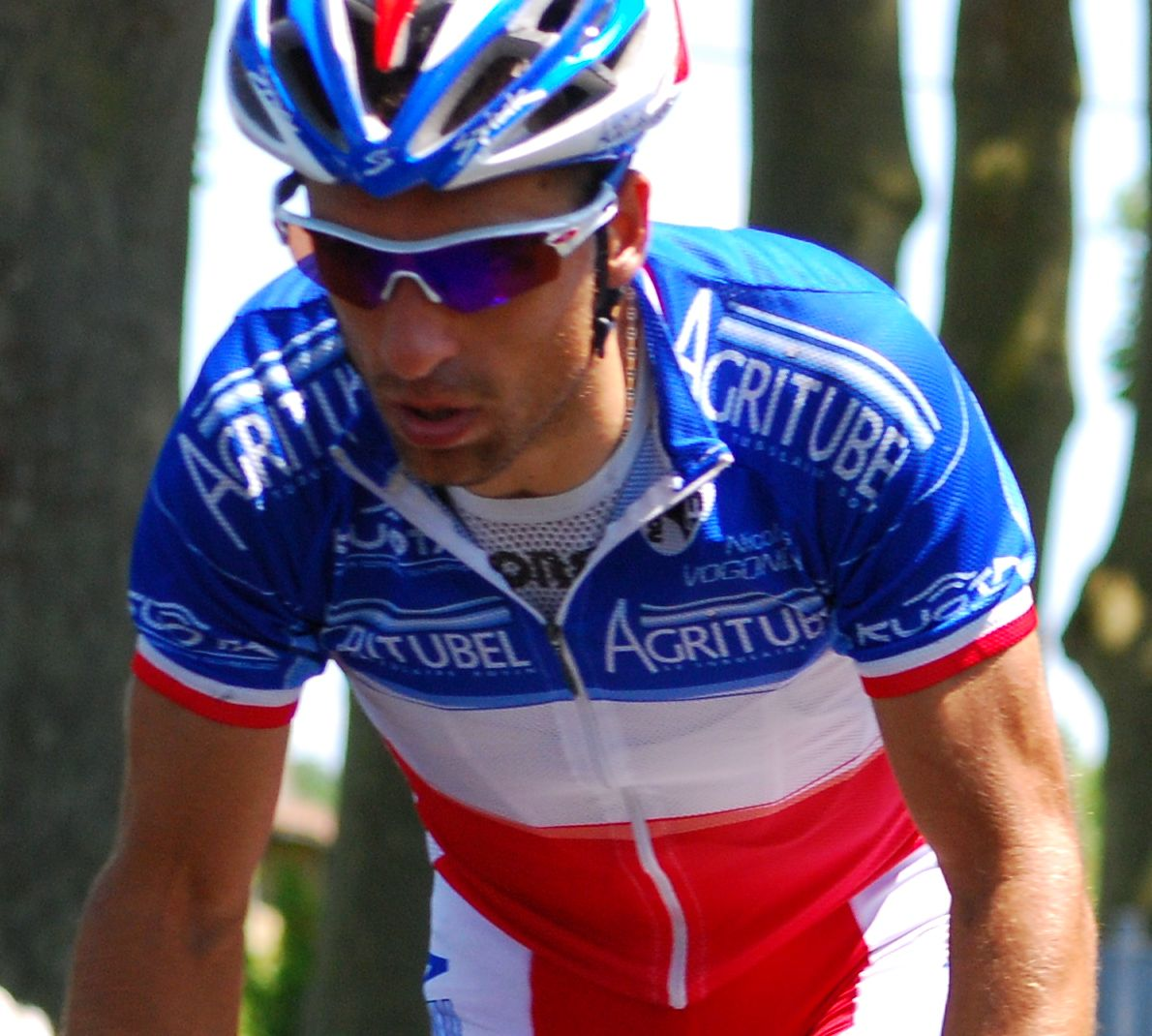
Nicolas Vogondy won in 2002 en 2008

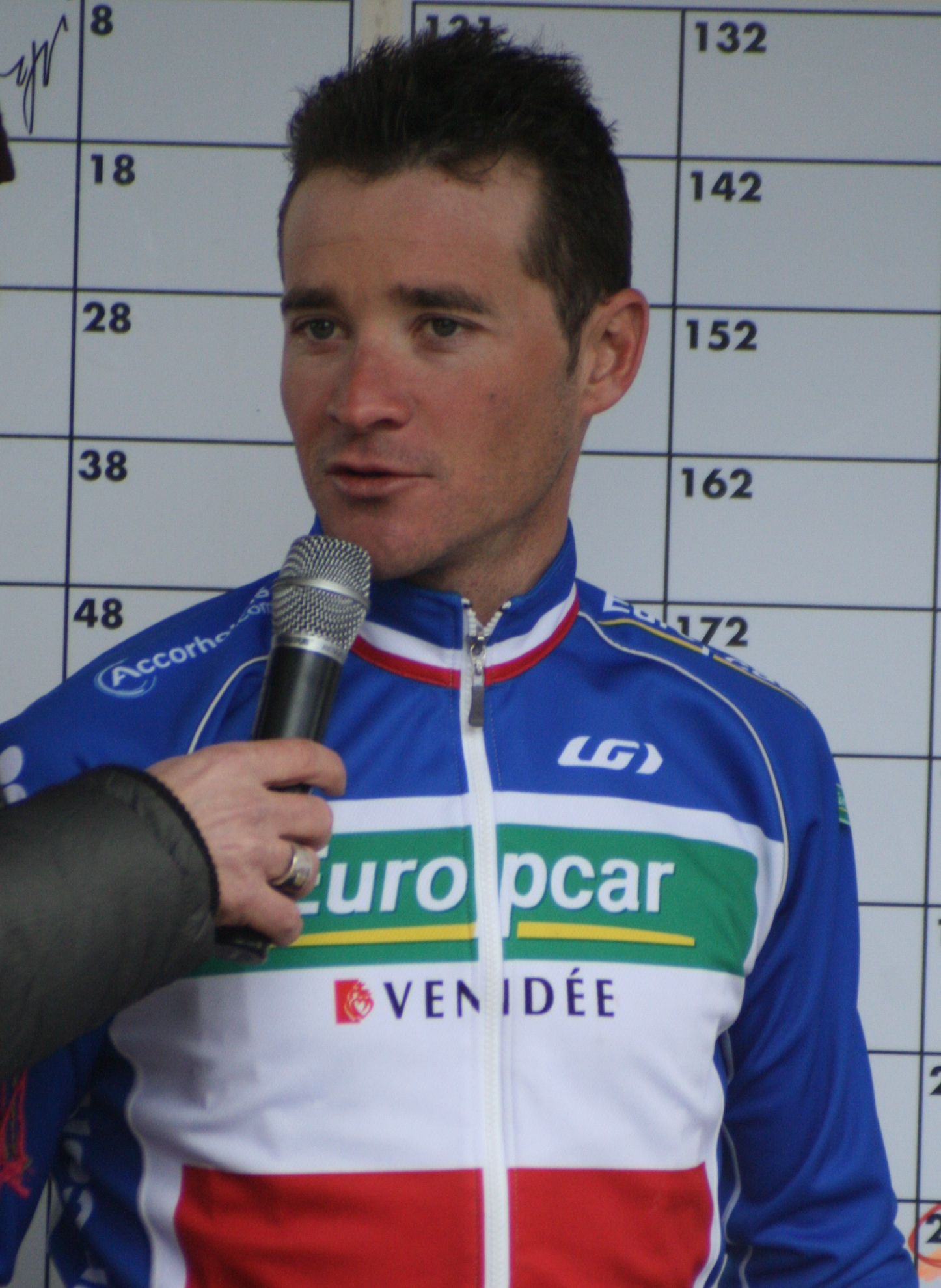
Thomas Voeckler won in 2004 en 2010

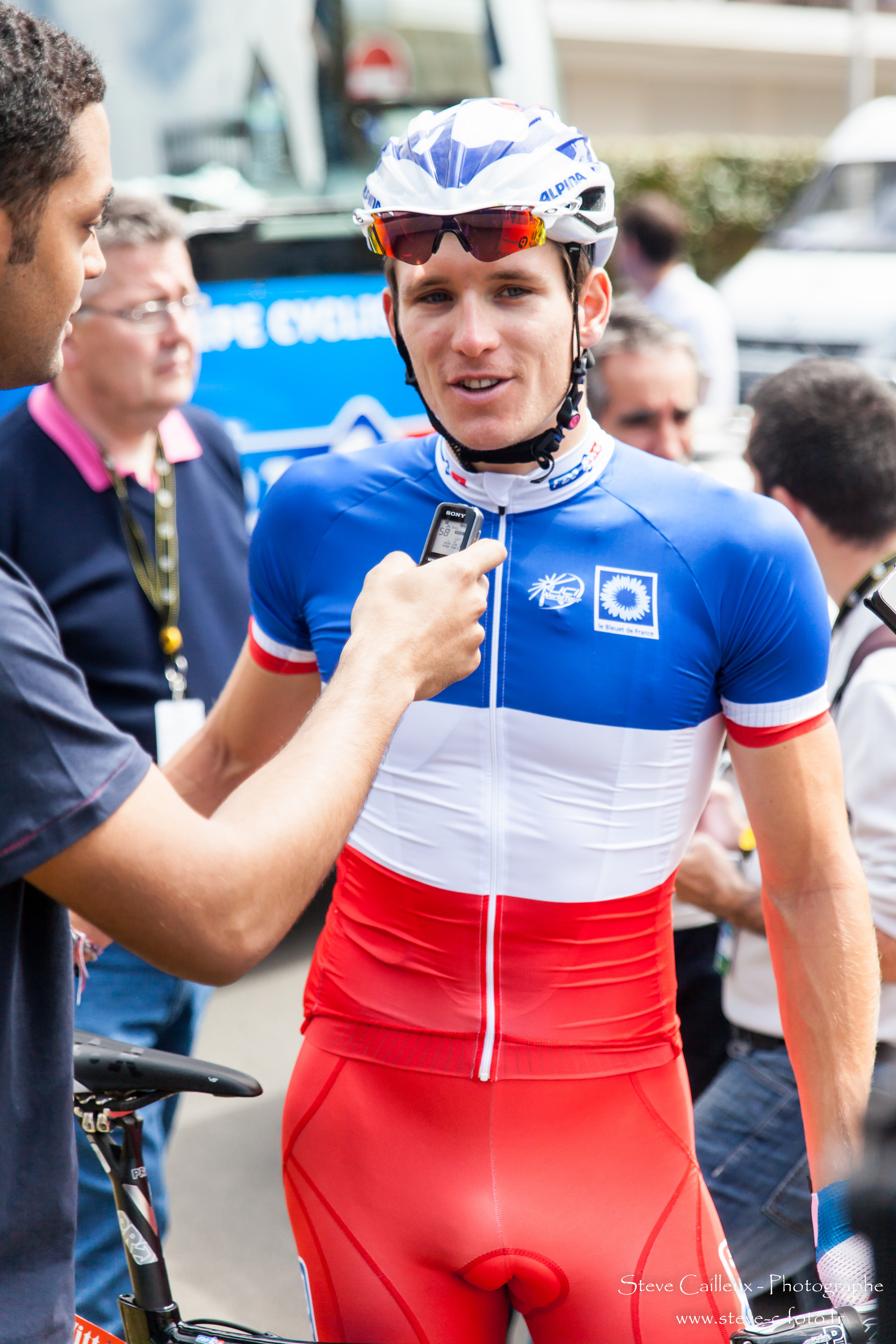
Arnaud Démare, kampioen in 2014, 2017, 2020

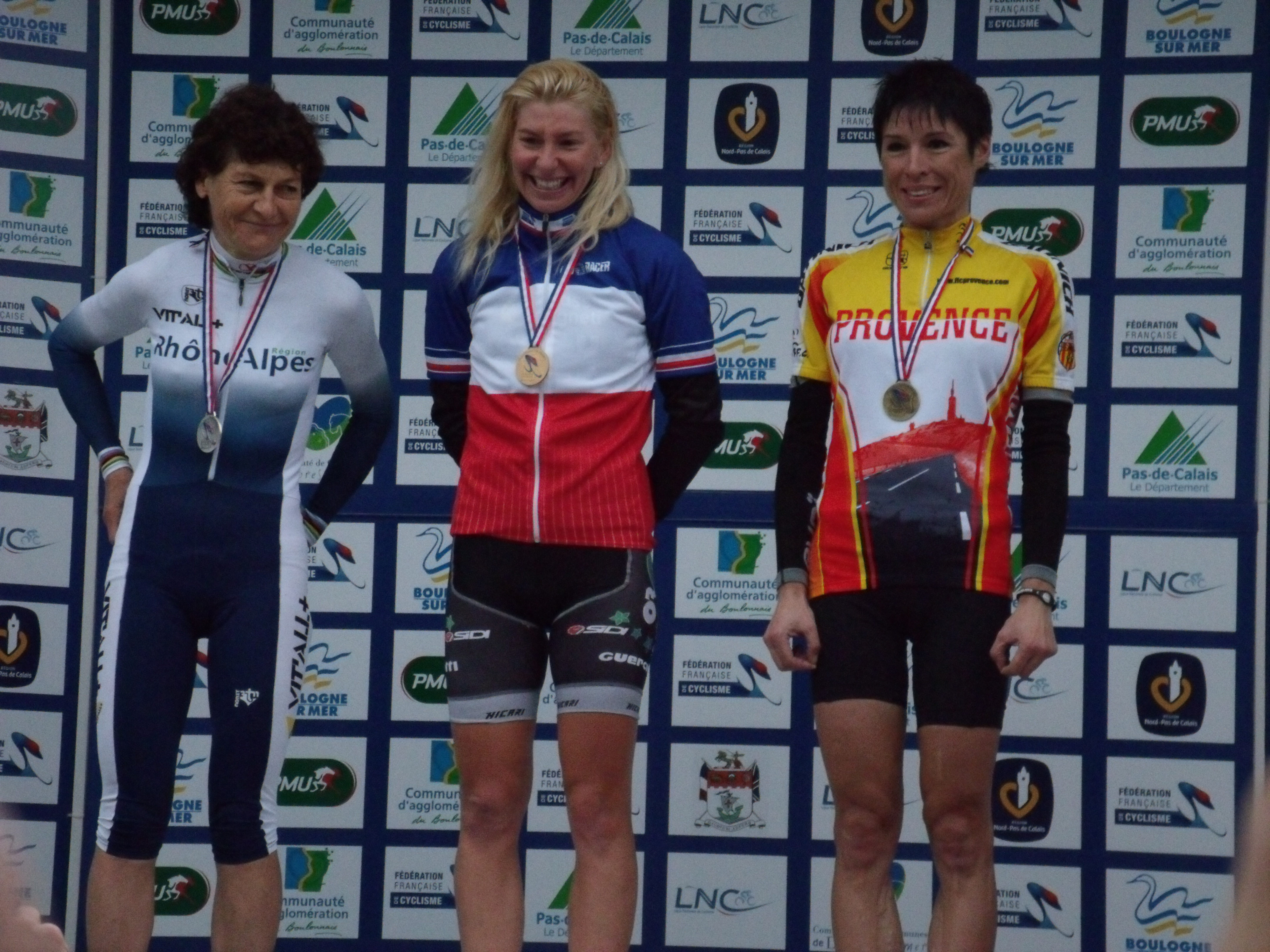
Jeannie Longo (links) stond in 2011 voor de 25e keer op het podium, waarvan 20 keer als winnares

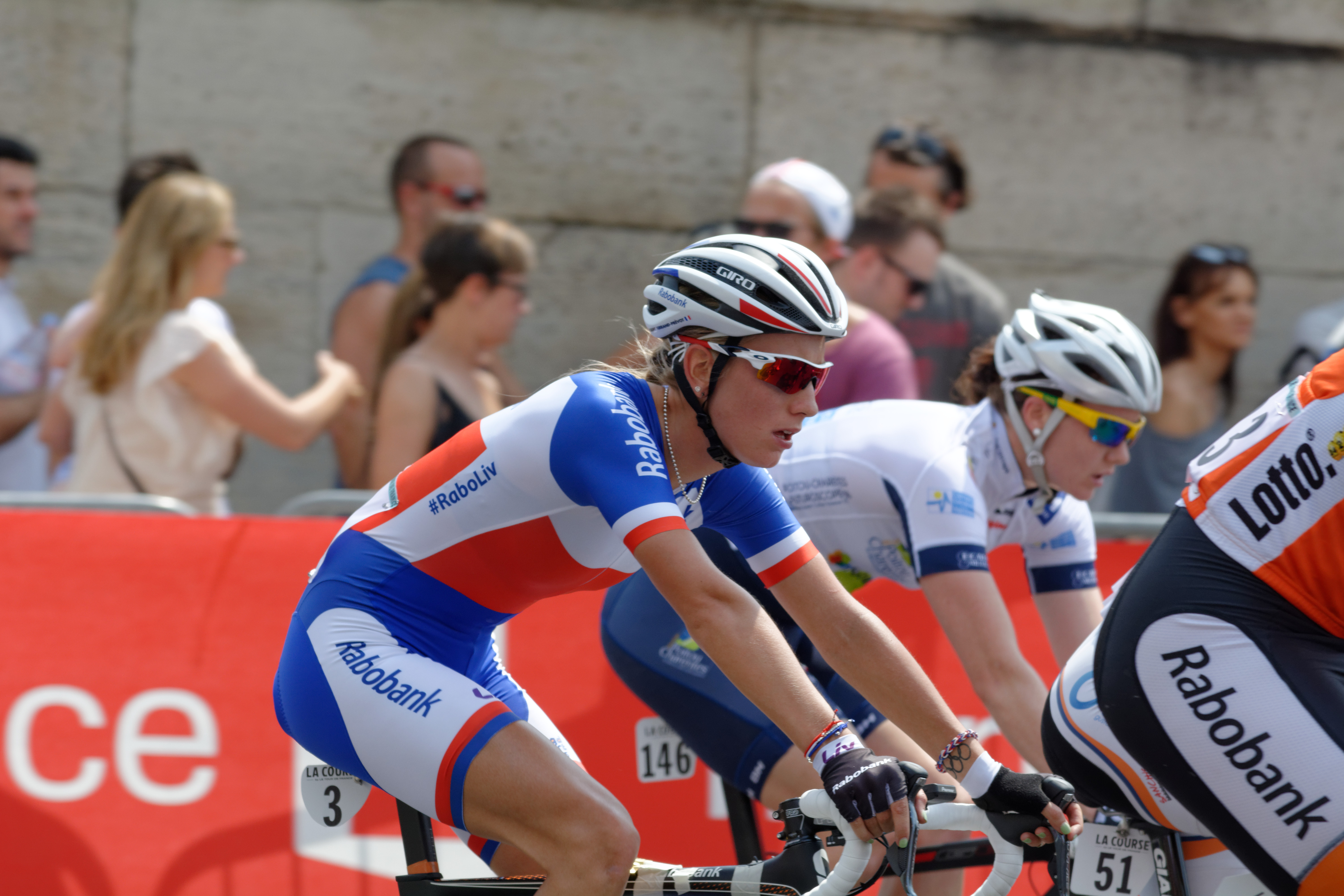
Pauline Ferrand-Prévot won in 2014 en 2015

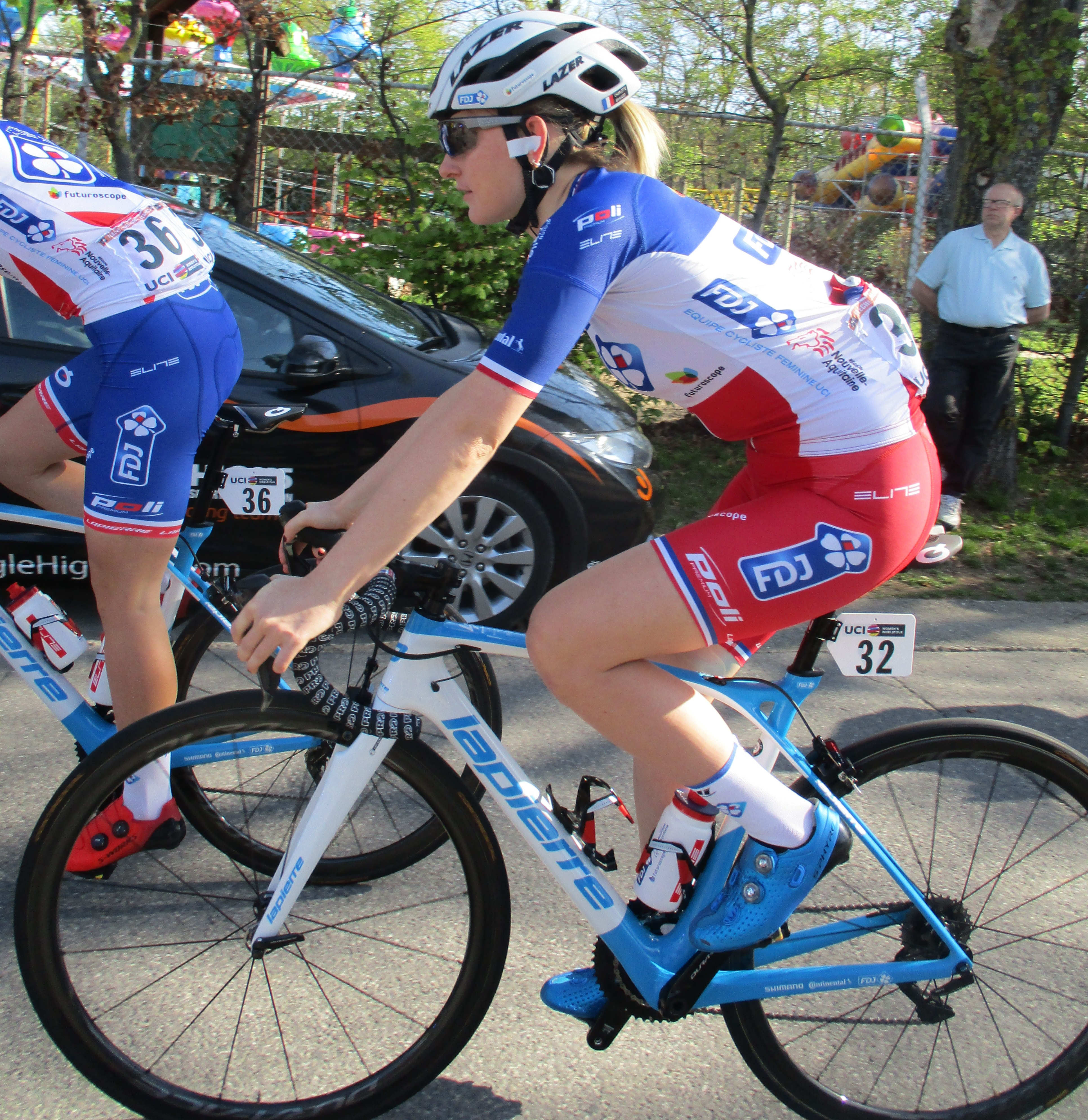
Charlotte Bravard won in 2017

| Jaar | Goud                      | Zilver               | Brons                   |
| ---- | ------------------------- | -------------------- | ----------------------- |
| 1907 | Gustave Garrigou          | Henri Lignon         | Louis Trousselier       |
| 1908 | Gustave Garrigou          | Louis Trousselier    | Maurice Brocco          |
| 1909 | Jean Alavoine             | Henri Lignon         | Edouard Léonard         |
| 1910 | Émile Georget             | Maurice Brocco       | Lucien Petit-Breton     |
| 1911 | Octave Lapize             | Gustave Garrigou     | Jean Alavoine           |
| 1912 | Octave Lapize             | Louis Engel          | Charles Charron         |
| 1913 | Octave Lapize             | Maurice Brocco       | Charles Crupelandt      |
| 1914 | Charles Crupelandt        | Émile Engel          | Maurice Brocco          |
| 1919 | Henri Pélissier           | Honoré Barthélémy    | Maurice Brocco          |
| 1920 | Jean Alavoine             | Henri Pélissier      | Maurice Brocco          |
| 1921 | Francis Pélissier         | Henri Pélissier      | Romain Bellenger        |
| 1922 | Jean Brunier              | Marcel Godard        | Jean Alavoine           |
| 1923 | Francis Pélissier         | Romain Bellenger     | Henri Pélissier         |
| 1924 | Francis Pélissier         | Henri Pélissier      | Georges Cuvelier        |
| 1925 | Achille Souchard          | Francis Pélissier    | Romain Bellenger        |
| 1926 | Achille Souchard          | Francis Pélissier    | Ferdinand Le Drogo      |
| 1927 | Ferdinand Le Drogo        | Charles Pélissier    | Maurice Bonney          |
| 1928 | Ferdinand Le Drogo        | André Leducq         | André Raynaud           |
| 1929 | Marcel Bidot              | Jean Bidot           | André Leducq            |
| 1930 | Roger Bisseron            | Charles Pélissier    | Ferdinand Le Drogo      |
| 1931 | Armand Blanchonnet        | Francis Pélissier    | André Leducq            |
| 1932 | André Godinat             | Antonin Magne        | Benoît Fauré            |
| 1933 | Roger Lapébie             | Antonin Magne        | Georges Speicher        |
| 1934 | Raymond Louviot           | Antonin Magne        | André Godinat           |
| 1935 | Georges Speicher          | René Le Grevès       | Jules Merviel           |
| 1936 | René Le Grevès            | Antonin Magne        | Louis Thiétard          |
| 1937 | Georges Speicher          | René Le Grevès       | Joseph Soffietti        |
| 1938 | Paul Maye                 | Sylvain Marcaillou   | Marcel Laurent          |
| 1939 | Georges Speicher          | Louis Thiétard       | Fabien Galateau         |
| 1941 | (zo) Albert Goutal        | Gérard Virol         | Lucien Lauk             |
| 1941 | (ZnO) René Vietto         | Dante Gianello       | Victor Pernac           |
| 1942 | Emile Idée                | Raymond Louviot      | Lucien Le Guével        |
| 1943 | Paul Maye                 | Benoît Fauré         | Lucien Lauk             |
| 1944 | Urbain Caffi              | Lucien Teisseire     | Emile Idée              |
| 1945 | Eloi Tassin               | Paul Maye            | Joseph Goutorbe         |
| 1946 | Louis Caput               | Joseph Soffietti     | Kléber Piot             |
| 1947 | Emile Idée                | Jean de Gribaldy     | Lucien Lauk             |
| 1948 | César Marcelak            | Raymond Louviot      | Paul Giguet             |
| 1949 | Jean Rey                  | Camille Danguillaume | Attilio Redolfi         |
| 1950 | Louison Bobet             | Antonin Rolland      | Emile Idée              |
| 1951 | Louison Bobet             | Pierre Barbotin      | Roger Buchonnet         |
| 1952 | Adolphe Deledda           | Jean Baldassari      | Bernard Gauthier        |
| 1953 | Raphaël Géminiani         | Antonin Rolland      | Louison Bobet           |
| 1954 | Jacques Dupont            | Robert Varnajo       | Pierre Molinéris        |
| 1955 | André Darrigade           | Louison Bobet        | Louis Caput             |
| 1956 | Bernard Gauthier          | René Privat          | Louison Bobet           |
| 1957 | Valentin Huot             | Marcel Rohrbach      | Jean Forestier          |
| 1958 | Valentin Huot             | Raphaël Géminiani    | François Mahé           |
| 1959 | Henry Anglade             | Jean Forestier       | René Privat             |
| 1960 | Jean Stablinski           | Louis Rostollan      | André Darrigade         |
| 1961 | Raymond Poulidor          | Jean Stablinski      | Guy Ignolin             |
| 1962 | Jean Stablinski           | Marcel Rohrbach      | Anatole Novak           |
| 1963 | Jean Stablinski           | Guy Ignolin          | Jacques Anquetil        |
| 1964 | Jean Stablinski           | Georges Groussard    | André Foucher           |
| 1965 | Henry Anglade             | Raymond Poulidor     | Jacques Anquetil        |
| 1966 | Jean-Claude Theilliere    | Jean Stablinski      | André Foucher           |
| 1967 | Désiré Letort (*)         | Lucien Aimar         | Raymond Riotte          |
| 1968 | Lucien Aimar              | Roger Pingeon        | Michel Perin            |
| 1969 | Raymond Delisle           | Maurice Izier        | Bernard Guyot           |
| 1970 | Paul Gutty (*)            | Cyrille Guimard      | Christian Raymond       |
| 1971 | Yves Hézard (*)           | Jean Dumont (*)      | Cyrille Guimard         |
| 1972 | Roland Berland            | Bernard Guyot        | Michel Perin            |
| 1973 | Bernard Thévenet          | Régis Ovion          | Claude Tollet           |
| 1974 | Georges Talbourdet        | Alain Santy          | Bernard Bourreau        |
| 1975 | Régis Ovion               | Alain Santy          | Gérard Moneyron         |
| 1976 | Guy Sibille               | Alain Meslet         | Jean-Pierre Genet       |
| 1977 | Marcel Tinazzi            | René Bittinger       | André Chalmel           |
| 1978 | Bernard Hinault           | Jean-René Bernaudeau | Gilbert Chaumaz         |
| 1979 | Roland Berland            | Bernard Hinault      | Mariano Martínez        |
| 1980 | Pierre-Raymond Villemiane | Bernard Hinault      | Raymond Martin          |
| 1981 | Serge Beucherie           | Bernard Vallet       | Hubert Linard           |
| 1982 | Régis Clère               | Bernard Vallet       | Jacques Michaud         |
| 1983 | Marc Gomez                | Jacques Michaud      | Jean-René Bernaudeau    |
| 1984 | Laurent Fignon            | Éric Dall'Armelina   | Pascal Jules            |
| 1985 | Jean-Claude Leclercq      | Charly Bérard        | Martial Gayant          |
| 1986 | Yvon Madiot               | Jean-Claude Leclercq | Jean-Claude Bagot       |
| 1987 | Marc Madiot               | Luc Leblanc          | Martial Gayant          |
| 1988 | Éric Caritoux             | Marc Madiot          | Gilbert Duclos-Lassalle |
| 1989 | Éric Caritoux             | Laurent Bezault      | Martial Gayant          |
| 1990 | Philippe Louviot          | Pascal Dubois        | Christophe Manin        |
| 1991 | Armand de Las Cuevas      | Thierry Claveyrolat  | Gérard Rué              |
| 1992 | Luc Leblanc               | Thierry Marie        | Jean-Claude Colotti     |
| 1993 | Jacky Durand              | Laurent Brochard     | Francisque Teyssier     |
| 1994 | Jacky Durand              | Frédéric Moncassin   | Christophe Capelle      |
| 1995 | Eddy Seigneur             | Jean-Claude Colotti  | Laurent Madouas         |
| 1996 | Stéphane Heulot           | Laurent Roux         | Frédéric Guesdon        |
| 1997 | Stéphane Barthe           | Damien Nazon         | Franck Morelle          |
| 1998 | Laurent Jalabert          | Luc Leblanc          | Richard Virenque        |
| 1999 | François Simon            | Pascal Hervé         | Cédric Vasseur          |
| 2000 | Christophe Capelle        | Jacky Durand         | Anthony Morin           |
| 2001 | Didier Rous               | Walter Bénéteau      | Arnaud Pretot           |
| 2002 | Nicolas Vogondy           | Nicolas Jalabert     | Patrice Halgand         |
| 2003 | Didier Rous               | Richard Virenque     | Patrice Halgand         |
| 2004 | Thomas Voeckler           | Cyril Dessel         | Benoît Salmon           |
| 2005 | Pierrick Fédrigo          | Laurent Brochard     | Nicolas Jalabert        |
| 2006 | Florent Brard             | Thomas Voeckler      | Didier Rous             |
| 2007 | Christophe Moreau         | Pierrick Fédrigo     | Patrice Halgand         |
| 2008 | Nicolas Vogondy           | Arnaud Coyot         | Julien Loubet           |
| 2009 | Dimitri Champion          | Anthony Geslin       | Anthony Roux            |
| 2010 | Thomas Voeckler           | Christophe Le Mével  | Mickaël Delage          |
| 2011 | Sylvain Chavanel          | Anthony Roux         | Thomas Voeckler         |
| 2012 | Nacer Bouhanni            | Arnaud Démare        | Adrien Petit            |
| 2013 | Arthur Vichot             | Sylvain Chavanel     | Tony Gallopin           |
| 2014 | Arnaud Démare             | Nacer Bouhanni       | Kévin Reza              |
| 2015 | Steven Tronet             | Anthony Roux         | Tony Gallopin           |
| 2016 | Arthur Vichot             | Tony Gallopin        | Alexis Vuillermoz       |
| 2017 | Arnaud Démare             | Nacer Bouhanni       | Jérémy Leveau           |
| 2018 | Anthony Roux              | Anthony Turgis       | Julian Alaphilippe      |
| 2019 | Warren Barguil            | Julien Simon         | Damien Touze            |
| 2020 | Arnaud Démare             | Bryan Coquard        | Julian Alaphilippe      |
| 2021 | Rémi Cavagna              | Rudy Molard          | Damien Touzé            |
| 2022 | Florian Sénéchal          | Anthony Turgis       | Axel Zingle             |
| 2023 | Valentin Madouas          | Rudy Molard          | Julien Bernard          |
| 2024 | Paul Lapeira              | Julien Bernard       | Thomas Gachignard       |
| 2025 | Dorian Godon              | Romain Grégoire      | Kévin Vauquelin         |

Opmerkingen
(*) De renners met deze aanduiding werden later gedeclasseerd wegens gebruik van verboden middelen.

### Tijdrit

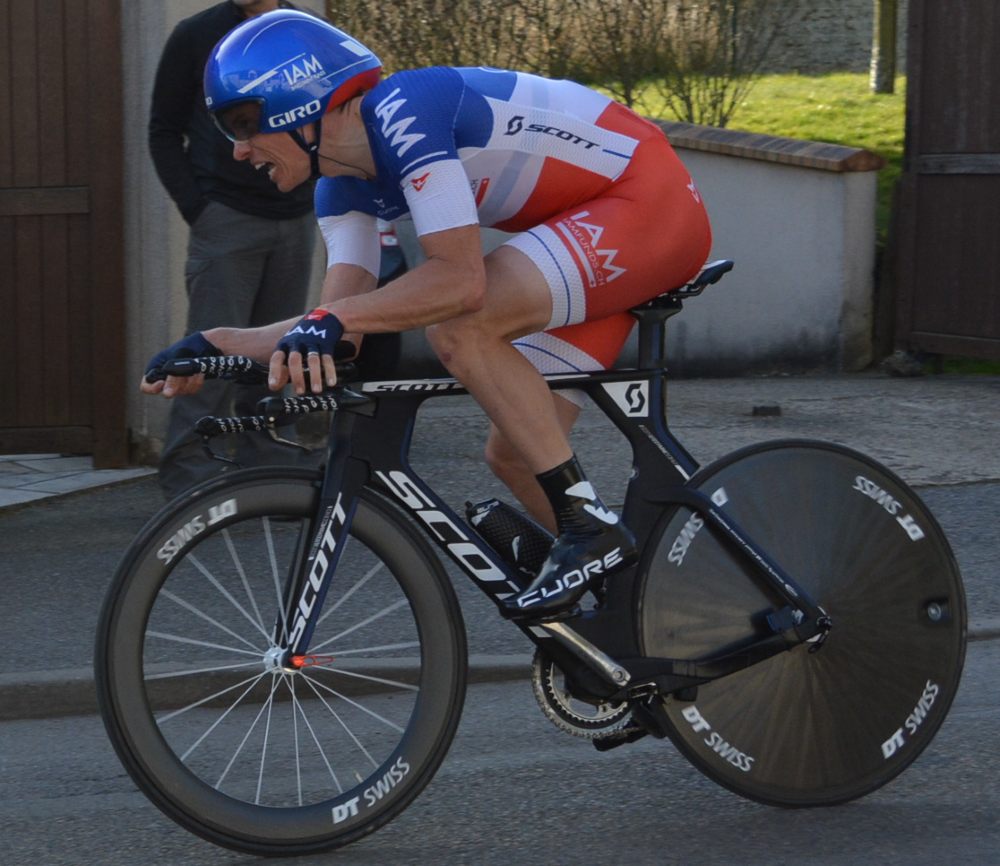
Sylvain Chavanel won zes keer

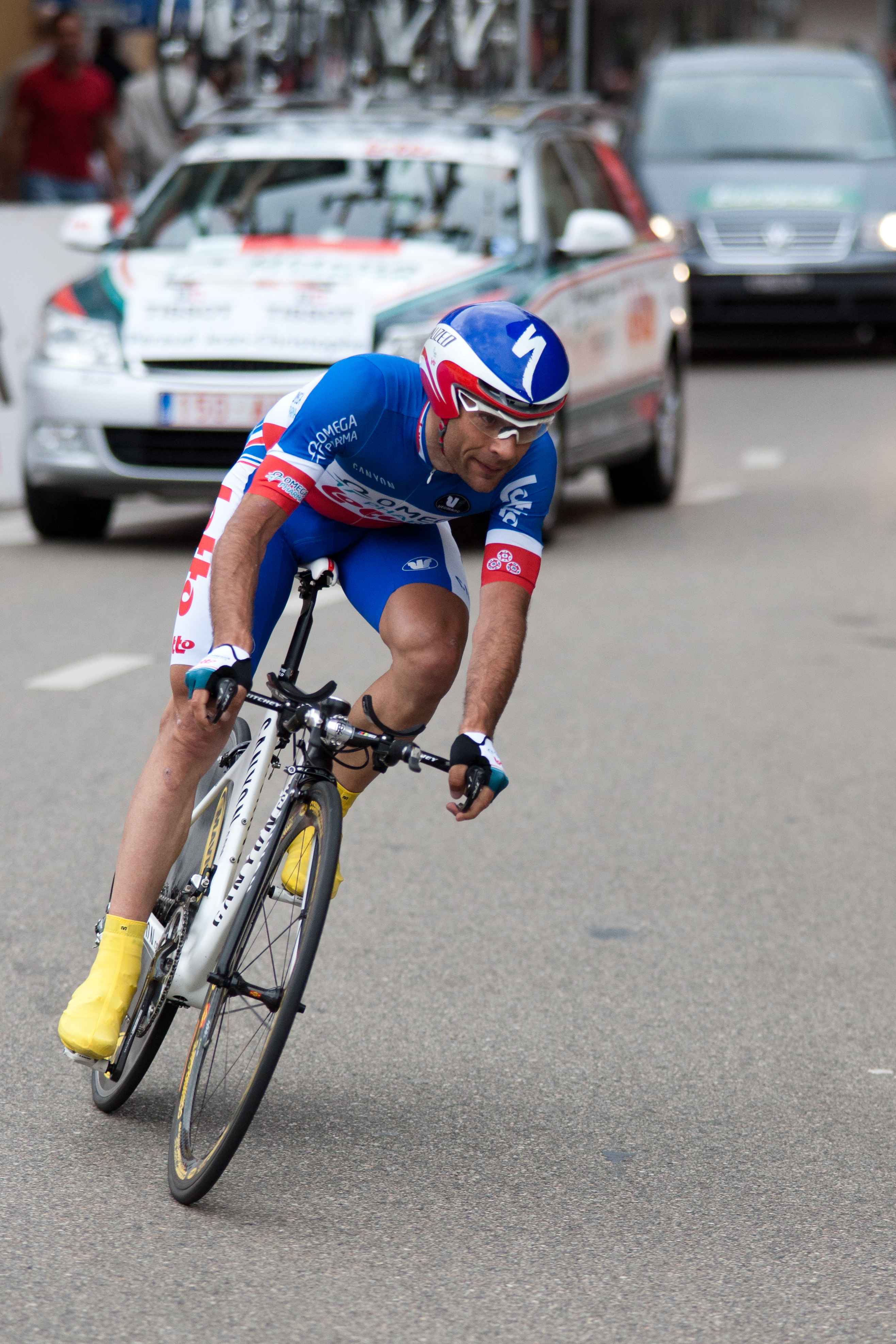
Jean-Christophe Péraud won in 2009

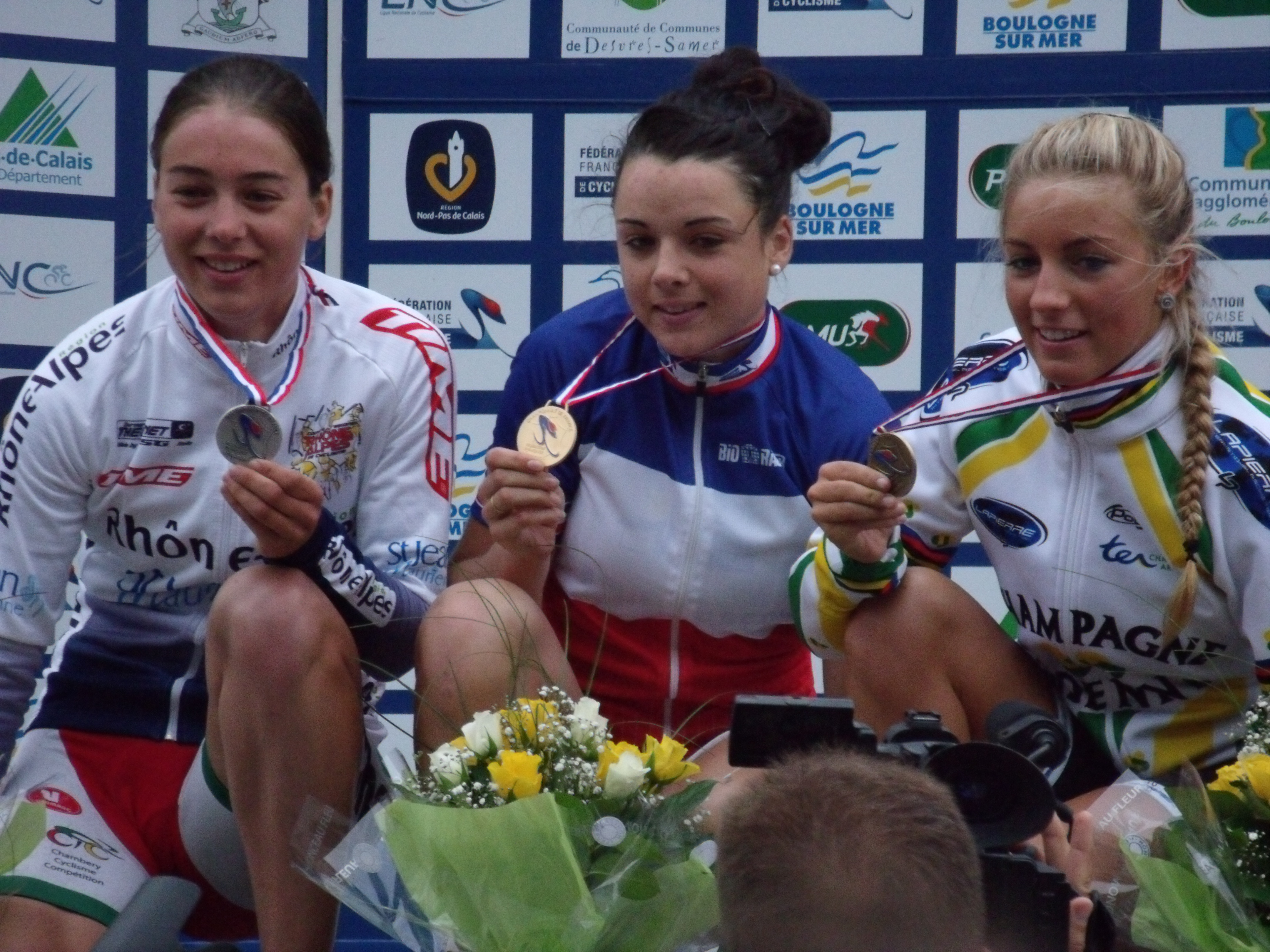
Audrey Cordon-Ragot won 6x goud, 5x zilver en 1x brons. Pauline Ferrand-Prévot (rechts) won 3x goud en 1x brons.

| Jaar | Goud                   | Zilver              | Brons              |
| ---- | ---------------------- | ------------------- | ------------------ |
| 1995 | Thierry Marie          | Pascal Lance        | Bruno Thibout      |
| 1996 | Eddy Seigneur          | Laurent Brochard    | Christophe Moreau  |
| 1997 | Francisque Teyssier    | Philippe Gaumont    | Christophe Moreau  |
| 1998 | Gilles Maignan         | Francisque Teyssier | Christophe Bassons |
| 1999 | Gilles Maignan         | Christophe Moreau   | Frédéric Finot     |
| 2000 | Francisque Teyssier    | Eddy Seigneur       | Christophe Moreau  |
| 2001 | Florent Brard          | Christophe Moreau   | Eddy Seigneur      |
| 2002 | Eddy Seigneur          | David Moncoutié     | Laurent Lefèvre    |
| 2003 | Eddy Seigneur          | Stéphane Barthe     | Nicolas Portal     |
| 2004 | Eddy Seigneur          | Christophe Moreau   | Frédéric Finot     |
| 2005 | Sylvain Chavanel       | Didier Rous         | Frédéric Finot     |
| 2006 | Sylvain Chavanel       | Didier Rous         | Christophe Kern    |
| 2007 | Benoît Vaugrenard      | Dimitri Champion    | Nicolas Vogondy    |
| 2008 | Sylvain Chavanel       | Christophe Kern     | Noan Lelarge       |
| 2009 | Jean-Christophe Péraud | Sylvain Chavanel    | David Le Lay       |
| 2010 | Nicolas Vogondy        | Sylvain Chavanel    | László Bodrogi     |
| 2011 | Christophe Kern        | Christophe Riblon   | Geoffroy Lequatre  |
| 2012 | Sylvain Chavanel       | Jérémy Roy          | Yoann Paillot      |
| 2013 | Sylvain Chavanel       | Jérémy Roy          | Johan Le Bon       |
| 2014 | Sylvain Chavanel       | Anthony Roux        | Maxime Bouet       |
| 2015 | Jérôme Coppel          | Stéphane Rossetto   | Sylvain Chavanel   |
| 2016 | Thibaut Pinot          | Anthony Roux        | Tony Gallopin      |
| 2017 | Pierre Latour          | Yoann Paillot       | Anthony Roux       |
| 2018 | Pierre Latour          | Tony Gallopin       | Benjamin Thomas    |
| 2019 | Benjamin Thomas        | Stéphane Rossetto   | Julien Antomarchi  |
| 2020 | Rémi Cavagna           | Benjamin Thomas     | Bruno Armirail     |
| 2021 | Benjamin Thomas        | Bruno Armirail      | Alexys Brunel      |
| 2022 | Bruno Armirail         | Rémi Cavagna        | Benjamin Thomas    |
| 2023 | Rémi Cavagna           | Bruno Armirail      | Pierre Latour      |
| 2024 | Bruno Armirail         | Kévin Vauquelin     | Thibault Guernalec |
| 2025 | Bruno Armirail         | Kévin Vauquelin     | Paul Seixas        |

## Vrouwen

### Wegwedstrijd
| Jaar | Goud                     | Zilver                    | Brons                     |
| ---- | ------------------------ | ------------------------- | ------------------------- |
| 1975 | Geneviève Gambillon      | Josianne Bost             | Jeanine Martin-Leborgne   |
| 1976 | Geneviève Gambillon      | Nicole Verzier            | Élisabeth Camus           |
| 1977 | Geneviève Gambillon      | Josianne Bost             | Nicole Verzier            |
| 1978 | Chantal Fortier          | Colette Savary-Davaine    | Élisabeth Camus           |
| 1979 | Jeannie Longo            | Élisabeth Camus           | Nathalie Diart            |
| 1980 | Jeannie Longo            | Chantal Fortier           | Sylvie Brémond            |
| 1981 | Jeannie Longo            | Fabienne Amedro           | Valérie Simonnet          |
| 1982 | Jeannie Longo            | Fabienne Amedro           | Chantal Pouline           |
| 1983 | Jeannie Longo            | Corinne Crunelle          | Valérie Simonnet          |
| 1984 | Jeannie Longo            | Isabelle Nicoloso         | Nathalie Pelletier        |
| 1985 | Jeannie Longo            | Valérie Simonnet          | Dominique Damiani         |
| 1986 | Jeannie Longo            | Valérie Simonnet          | Isabelle Nicoloso-Verger  |
| 1987 | Jeannie Longo            | Valérie Simonnet          | Martine L'Haridon         |
| 1988 | Jeannie Longo            | Valérie Simonnet          | Dominique Damiani         |
| 1989 | Jeannie Longo            | Valérie Simonnet          | Sandrine Lestrade         |
| 1990 | Catherine Marsal         | Elisabeth Mahaut          | Barbara Aulnette          |
| 1991 | Marion Clignet           | Nathalie Cantet           | Sandrine Lestrade         |
| 1992 | Jeannie Longo            | Marion Clignet            | Laurence Leboucher        |
| 1993 | Marion Clignet           | Catherine Marsal          | Élisabeth Chevanne-Brunel |
| 1994 | Chantal Gorostegui       | Jocelyne Hugi-Messori     | Catherine Marsal          |
| 1995 | Jeannie Longo            | Catherine Marsal          | Élisabeth Chevanne-Brunel |
| 1996 | Catherine Marsal         | Jeannie Longo             | Jocelyne Hugi-Messori     |
| 1997 | Sylvie Riedle            | Emmanuelle Farcy          | Catherine Marsal          |
| 1998 | Jeannie Longo            | Séverine Desbouys         | Fany Lecourtois           |
| 1999 | Jeannie Longo            | Géraldine Jehl-Loewenguth | Séverine Desbouys         |
| 2000 | Jeannie Longo            | Catherine Marsal          | Magali Le Floc'h          |
| 2001 | Jeannie Longo            | Sonia Huguet              | Catherine Marsal          |
| 2002 | Magali Le Floc'h         | Edwige Pitel              | Béatrice Thomas           |
| 2003 | Sonia Huguet             | Maryline Salvetat         | Delphine Guille           |
| 2004 | Jeannie Longo            | Élisabeth Chevanne-Brunel | Sandrine Marcuz-Moreau    |
| 2005 | Magali Le Floc'h         | Sandrine Marcuz-Moreau    | Karine Gautard            |
| 2006 | Jeannie Longo            | Béatrice Thomas           | Élodie Touffet            |
| 2007 | Edwige Pitel             | Jeannie Longo             | Marina Jaunatre           |
| 2008 | Jeannie Longo            | Christel Ferrier-Bruneau  | Edwige Pitel              |
| 2009 | Christel Ferrier-Bruneau | Marina Jaunatre           | Jeannie Longo             |
| 2010 | Mélodie Lesueur          | Amélie Rivat              | Jeannie Longo             |
| 2011 | Christel Ferrier-Bruneau | Jeannie Longo             | Magdalena De Saint Jean   |
| 2012 | Marion Rousse            | Julie Krasniak            | Fanny Riberot             |
| 2013 | Elise Delzenne           | Amélie Rivat              | Aude Biannic              |
| 2014 | Pauline Ferrand-Prévot   | Mélodie Lesueur           | Fanny Riberot             |
| 2015 | Pauline Ferrand-Prévot   | Audrey Cordon-Ragot       | Amélie Rivat              |
| 2016 | Edwige Pitel             | Marjolaine Bazin          | Audrey Cordon-Ragot       |
| 2017 | Charlotte Bravard        | Amélie Rivat              | Marjolaine Bazin          |
| 2018 | Aude Biannic             | Gladys Verhulst           | Anabelle Drevrille        |
| 2019 | Jade Wiel                | Victorie Guilman          | Aude Biannic              |
| 2020 | Audrey Cordon-Ragot      | Gladys Verhulst           | Clara Copponi             |
| 2021 | Évita Muzic              | Audrey Cordon-Ragot       | Gladys Verhulst           |
| 2022 | Audrey Cordon-Ragot      | Gladys Verhulst           | Noémie Abgrall            |
| 2023 | Victoire Berteau         | Marie Le Net              | Jade Wiel                 |
| 2024 | Juliette Labous          | Gladys Verhulst-Wild      | Jade Wiel                 |
| 2025 | Marie Le Net             | Léa Curinier              | Julie Bego                |

### Tijdrit
| Jaar | Goud                   | Zilver                   | Brons                     |
| ---- | ---------------------- | ------------------------ | ------------------------- |
| 1995 | Jeannie Longo          | Catherine Marsal         | Cécile Odin               |
| 1996 | Marion Clignet         | Fany Lecourtois          | Chrystèle Richard         |
| 1997 | Catherine Marsal       | Emmanuelle Farcy         | Laurence Leboucher        |
| 1998 | Albine Caillie         | Laurence Leboucher       | Pierrine Raimboeuf        |
| 1999 | Jeannie Longo          | Catherine Marsal         | Géraldine Jehl-Loewenguth |
| 2000 | Jeannie Longo          | Albine Caillie           | Marion Clignet            |
| 2001 | Jeannie Longo          | Albine Caillie           | Juliette Vendekerckhove   |
| 2002 | Jeannie Longo          | Laurence Leboucher       | Edwige Pitel              |
| 2003 | Jeannie Longo          | Edwige Pitel             | Sonia Huguet              |
| 2004 | Edwige Pitel           | Jeannie Longo            | Sonia Huguet              |
| 2005 | Edwige Pitel           | Jeannie Longo            | Marina Jaunatre           |
| 2006 | Jeannie Longo          | Edwige Pitel             | Maryline Salvetat         |
| 2007 | Maryline Salvetat      | Jeannie Longo            | Edwige Pitel              |
| 2008 | Jeannie Longo          | Maryline Salvetat        | Edwige Pitel              |
| 2009 | Jeannie Longo          | Edwige Pitel             | Marina Jaunatre           |
| 2010 | Jeannie Longo          | Edwige Pitel             | Christel Ferrier-Bruneau  |
| 2011 | Jeannie Longo          | Christel Ferrier-Bruneau | Audrey Cordon             |
| 2012 | Pauline Ferrand-Prévot | Audrey Cordon            | Edwige Pitel              |
| 2013 | Pauline Ferrand-Prévot | Audrey Cordon            | Mélodie Lesueur           |
| 2014 | Pauline Ferrand-Prévot | Audrey Cordon            | Aude Biannic              |
| 2015 | Audrey Cordon-Ragot    | Aude Biannic             | Pauline Ferrand-Prévot    |
| 2016 | Audrey Cordon-Ragot    | Edwige Pitel             | Elise Delzenne            |
| 2017 | Audrey Cordon-Ragot    | Séverine Eraud           | Aude Biannic              |
| 2018 | Audrey Cordon-Ragot    | Juliette Labous          | Séverine Eraud            |
| 2019 | Séverine Eraud         | Audrey Cordon-Ragot      | Coralie Demay             |
| 2020 | Juliette Labous        | Audrey Cordon-Ragot      | Aude Biannic              |
| 2021 | Audrey Cordon-Ragot    | Juliette Labous          | Cédrine Kerbaol           |
| 2022 | Audrey Cordon-Ragot    | Juliette Labous          | Cédrine Kerbaol           |
| 2023 | Cédrine Kerbaol        | Audrey Cordon-Ragot      | Coralie Demay             |
| 2024 | Audrey Cordon-Ragot    | Cédrine Kerbaol          | Marion Borras             |
| 2025 | Cédrine Kerbaol        | Juliette Labous          | Marion Borras             |